# Sazeray
Sazeray é uma comuna francesa na região administrativa do Centro, no departamento Indre. Estende-se por uma área de 23,13 km². Em 2010 a comuna tinha 310 habitantes (densidade: 13,4 hab./km²).